# Burmagomphus gratiosus
Burmagomphus gratiosus är en trollsländeart som beskrevs av Chao 1954. Burmagomphus gratiosus ingår i släktet Burmagomphus och familjen flodtrollsländor. Inga underarter finns listade i Catalogue of Life.